# Благовещенск (станция)
Благове́щенск — железнодорожная станция Свободненского региона Забайкальской железной дороги на линии Белогорск — Благовещенск.
Находится в городе Благовещенске Амурской области.
Неэлектрифицирована, поезда из Белогорска идут на тепловозной тяге.

## История постройки вокзала

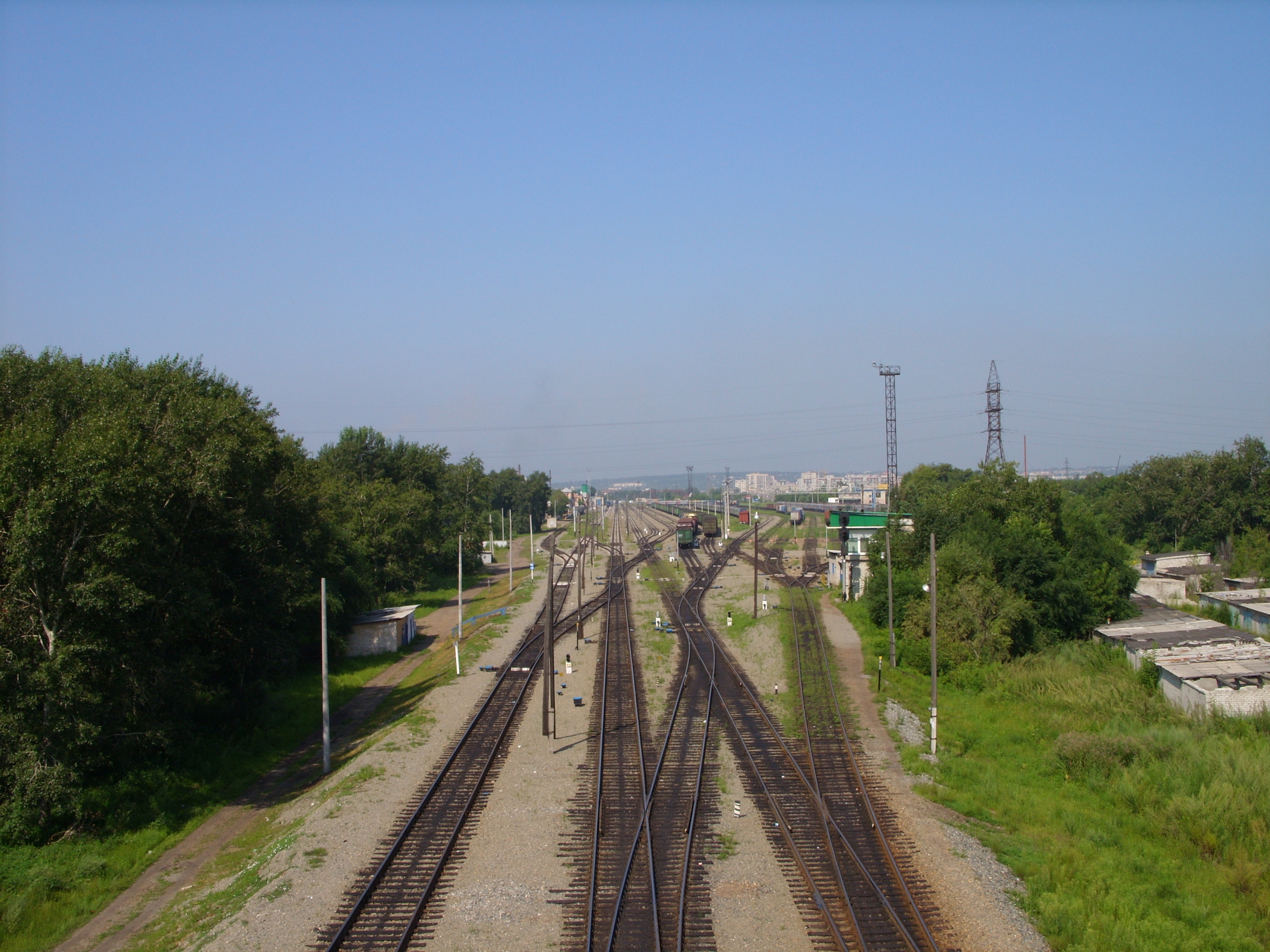
Вид на станцию Благовещенск

Построенный в старорусском стиле, с оригинальными архитектурными элементами, он скорее похож на терем, чем на административное здание. Сведений о том, кто и как его проектировал и строил, практически не сохранилось. Фамилии двух архитекторов упоминаются в связи с постройкой вокзала в Благовещенске: Олтаржевский и Гофман. Но документов об авторстве пока не найдено.
В 1908 году окончательно определилось место постройки здания вокзала на северной окраине города, и строительство началось. Есть версия, что, пока строилось кирпичное здание вокзала, первые служащие станции Благовещенск размещались в деревянном доме недалеко от нынешней привокзальной площади. Он сохранился до сих пор. Здание построено в 1912 году. 6 (19) декабря 1913 года первый поезд из шести товарных вагонов, гружённых лесом, отправлен из Благовещенска в Петербург.
Благодаря проложенной железнодорожной ветке, в город хлынула новая волна переселенцев, увеличилось количество транспортных средств, удвоился бюджет, благовещенские купцы и предприниматели активно работали на госзаказы и, несмотря на мнения скептиков, город не потерял статуса административного центра.

## Дальнее следование по станции

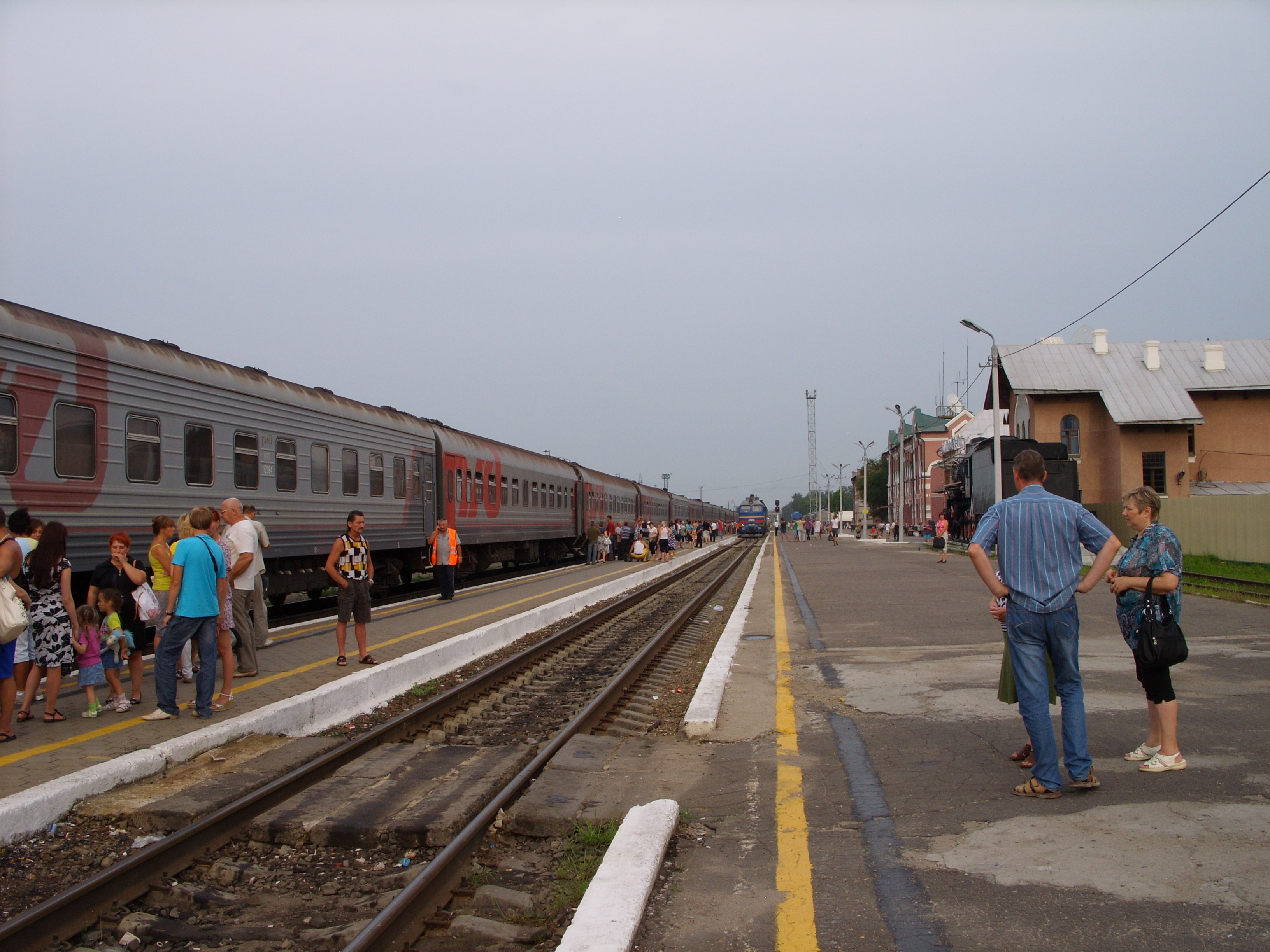
Пассажирский поезд на станции

| № поезда   | Маршрут движения                         | № поезда   | Маршрут движения                         |
| ---------- | ---------------------------------------- | ---------- | ---------------------------------------- |
| 35         | Благовещенск — Хабаровск                 | 36         | Хабаровск — Благовещенск                 |
| 81 «Гилюй» | Благовещенск — Тында                     | 82 «Гилюй» | Тында — Благовещенск                     |
| 391        | Благовещенск — Чита                      | 392        | Чита — Благовещенск                      |
| 685ч       | Благовещенск — Белогорск I — Владивосток | 686ч       | Владивосток — Белогорск I — Благовещенск |

## Изменения в пассажирском сообщении по станции
| № поезда  | Маршрут движения                          | Изменения                            |
| --------- | ----------------------------------------- | ------------------------------------ |
| 349/350   | Благовещенск — Москва — Благовещенск      | Отменён из обращения с 01.06.2014 г. |
| 385/386   | Благовещенск — Владивосток — Благовещенск | Отменён из обращения с 01.06.2014 г. |
| 269Ч/270С | Благовещенск — Адлер — Благовещенск       | Отменён из обращения с 01.06.2015 г. |